# GoldenPass Line

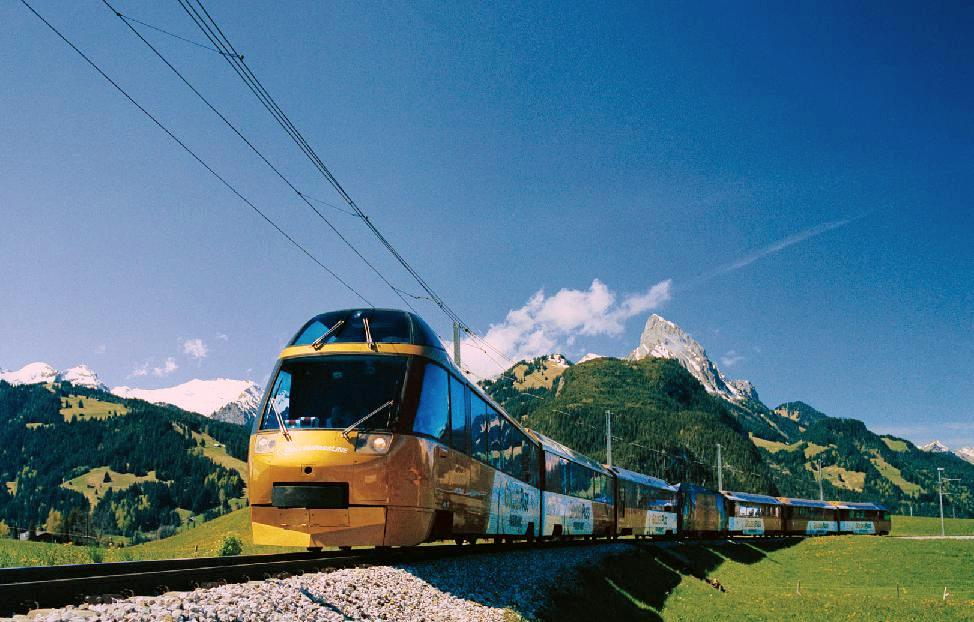
De Golden Pass Panoramic Express in de buurt van Gstaad (met zitplaatsen op de voorkant)

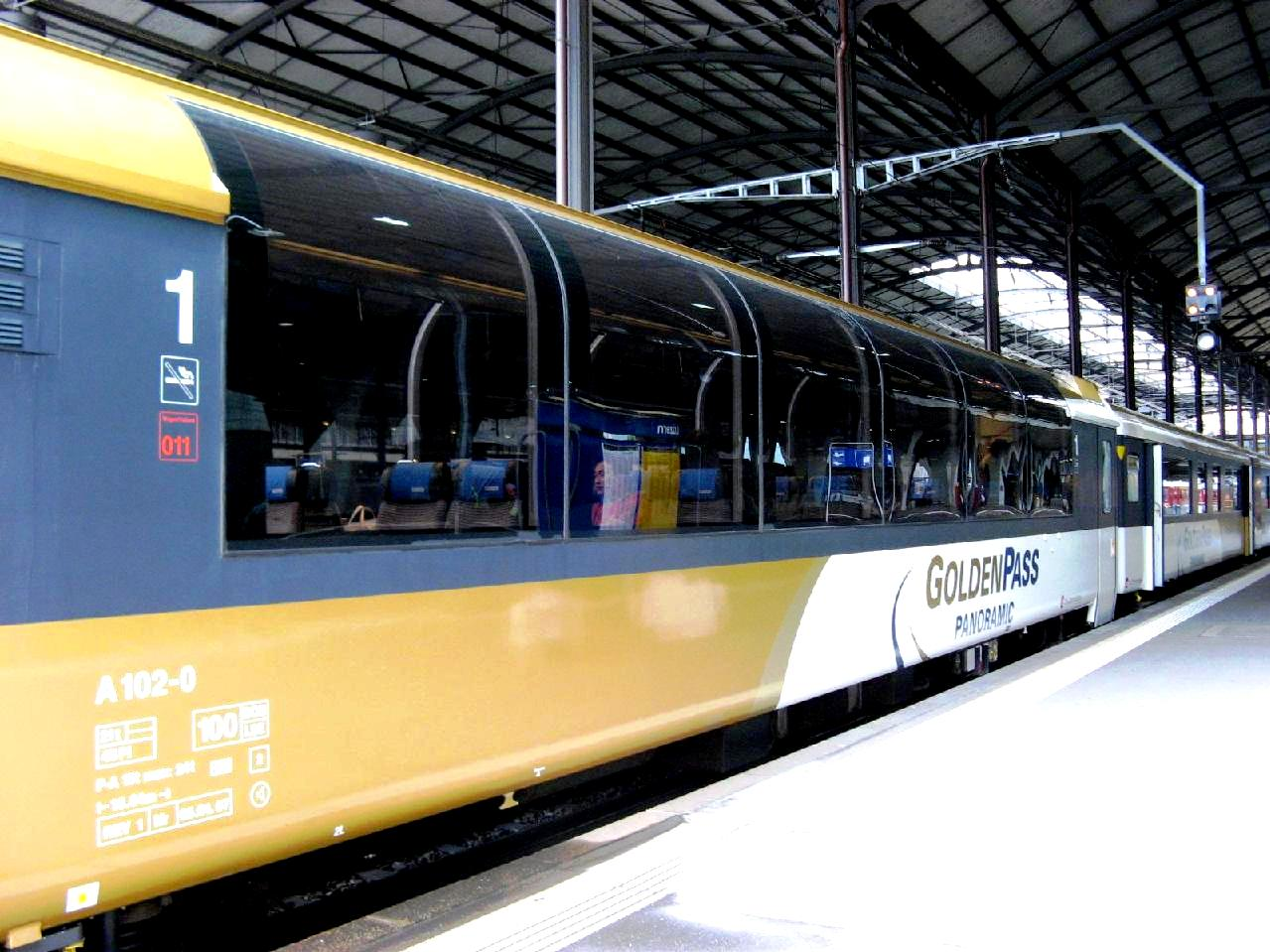
De Golden Pass in Luzern.

De GoldenPass Line is een toeristische treindienst door de Zwitserse Alpen die met panoramische treinen Montreux met Luzern verbindt. De lijn is een resultaat van de commerciële samenwerking van drie bedrijven elk verantwoordelijk voor een deel van de gebruikte spoorlijnen:
- Montreux-Oberland Bernois: Van Montreux naar Zweisimmen via Gstaad (spoorbreedte een meter)
- BLS AG: Van Zweisimmen naar Interlaken (spoorbreedte normaalspoor)
- Zentralbahn: Van Interlaken naar Luzern via de Brünigpas (spoorbreedte een meter)